# Cambounet-sur-le-Sor
Cambounet-sur-le-Sor település Franciaországban, Tarn megyében. Lakosainak száma 972 fő (2022. január 1.). Cambounet-sur-le-Sor Saint-Germain-des-Prés, Saïx, Sémalens, Soual és Viviers-lès-Montagnes községekkel határos.

## Népesség
A település népességének változása:
| Lakosok száma | 870  | 906  | 941  | 932  | 936  | 939  | 943  | 971  | 972  |
|               | 2013 | 2015 | 2016 | 2017 | 2018 | 2019 | 2020 | 2021 | 2022 |